# ديبرا دويل
ديبرا دويل (بالإنجليزية: Debra Doyle)‏ (30 نوفمبر 1952)؛ كاتِبة مُتخصِّصة في أدب الأطفال وروائية أمريكية.